# 致遠號防護巡洋艦
致遠號防護巡洋艦是清朝为其海軍向英国订购的防護巡洋艦之一（清朝分类为“穹甲巡洋舰”）。本舰作为北洋舰队的重要一员参加了甲午战争。本舰服役生涯中最重要的一战是在黄海海战中向日军舰队发起冲锋，并承受了日军的沉重打击，突击途中爆炸沉没。
本舰沉没时，管带邓世昌拒绝获救，而选择了与其爱犬同沉。因其事迹，邓世昌与致远号在近现代中华文化圈成为了重要的爱国主义象征。2013年一支搜索队伍在水下发现了本舰的残骸；2014年，有关方面在丹东港建造了一艘复制模型。

## 设计和概述
1884年中法战争馬江海戰一役，福建船政水師惨败，几乎全军覆没。受此惨败刺激，清朝计划重新对外购买若干巡洋舰。时任直隶总督兼北洋大臣李鴻章原本希望参照穹甲巡洋舰濟遠號的设计再造4艘。然英国方面对失去订单一事一直耿耿于怀，在面对清廷抛出新订单之际极欲分一杯羹；加上济远号作为德国第一次建造穹甲巡洋舰，经验不足，设计上颇有缺陷之处，英国方面趁机对济远号的设计展开批评，并向时任驻英公使曾纪泽宣传英国的设计。经过一番辩论和权衡，清廷最终决定在德国建造两艘装甲巡洋舰（即經遠級巡洋艦），另外在英国建造两艘穹甲巡洋舰。
本舰长82米、宽11.58米、吃水4.6米。排水量2300吨，额定乘员204-260人。外观上单烟囱、双桅杆，船艏楼较低矮。舰艏部分相对较尖，而舰艉呈椭圆形。动力部分，主机为两台霍索恩（英語：R&W Hawthorn）卧式三段膨胀式蒸汽机，由4座燃煤锅炉提供蒸汽，推动两根传动轴。公试时在强压通风状态下，可以达到6,892匹指示馬力（5,139千瓦特）的出力，最大航速18.5節（34每小時）。舰上安装有电力和水压传动设备，用来将炮弹从储藏室提升到火炮的位置。
武器方面，当时的防护巡洋舰的主炮方案普遍选择装备少量的10英寸（254）炮，而本舰是防护巡洋舰中率先采用了以较小口径换取更多数量的火炮布置方案（210毫米，约8英寸）。主炮为3门克虏伯后膛炮，其中两门安装在舰体前部的双联转旋转炮台，利用水力进行转向以及装弹；第3门安装在舰体艉部的炮台，以人力进行转动。各主炮均有炮盾。副武器为两门6英寸（152）炮，分别安装在舰体两舷的耳台上。此外舰上的轻武器包括8门哈乞开斯57毫米6磅速射炮，两门哈乞开斯47毫米3磅速射炮，以及8门1磅炮，以及6挺加特林机枪。至于鱼雷武器，舰上安装有4具鱼雷发射管，全部安装在水线上，其中两具在舰艏，另两具在舰艉，发射开关在舰长舱室，发射信号为电线传导。
防护方面，本舰作为穹甲巡洋舰，拥有一层弯曲的装甲甲板，倾斜部分厚4英寸（102），水平部分厚3英寸（76）；3座主炮的炮盾均为2英寸（51）。司令塔厚度为76毫米。

## 舰历

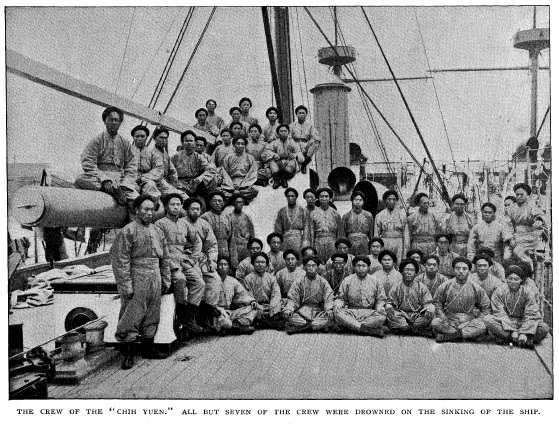
致远号乘员合影，大约是在甲午战争时期所摄

1885年10月20日，本舰与姊妹舰靖遠號同一天在阿姆斯特朗公司的埃尔斯维克造船厂动工。本舰比起靖遠號早了有6周下水，不过直到1887年7月23日才正式完工，此时反而比靖遠號晚了两周。为了接收各舰，清朝派出一支400人组成的接舰队伍，由北洋水师总教习、海军提督琅威理率领，其中致远号的接收管带为邓世昌。同年8月20日，致远号和靖远号离开纽卡斯尔；22日17时，靖远、致远以及在亚罗船厂建造的鱼雷艇左队一号抵达朴茨茅斯军港。不久德国的两艘經遠級（經遠號和來遠號）也抵达集合地。编队原定9月8日返回中国，但当天起锚时致远号的锚链断裂，启程日期推迟了数日。9月12日03时，编队开始升火，13时起锚，14时出港。编队经过直布罗陀海峡时，遇到被当作“猪仔”被贩卖到当地的华工求援。虽然有规定军舰不得私自搭载平民，邓世昌仍然同意让8人以帮工的身份上船回国，一向以治军严厉著称的琅威理也并未反对。同年12月中旬，编队最终在厦门与在当地过冬的北洋舰队主力会合。各舰归国后，海军衙门决定，均编入北洋水师。
1888年夏，致远号重新进行涂色，舰体外表从出厂返航时的纯灰色，改为与北洋各舰一致的维多利亚式涂装，即水线以下舰体为黑色、水线以上为白色，烟囱为浅黄色。
1889年5月，致远号随北洋舰队移驻威海卫。当年夏天，致远号参加了北洋舰队的夏季巡航，访问了芝罘（烟台）、朝鲜的济物浦（仁川）、俄罗斯帝国的符拉迪沃斯托克（中文旧称海参崴）；返程时停靠釜山。
1894年，清朝与日本就朝鲜的权益问题产生的矛盾日趋激烈。同年5月17日，李鸿章在威海检阅海军。此时致远号的保养情况并不佳，如水密门橡皮已经出现老化的迹象。但由于禁令，北洋舰队不能向国外购买军械物资，无法进行更换。
同年7月25日，日军第一游击队在豐島海戰击沉清朝防护巡洋舰广乙号、以及清朝向英商租借的运输船高升号，并击伤濟遠號、俘获炮舰操江號，甲午战争随之爆发。致远号作为北洋舰队一员，参加了舰队在战争初期的若干护航和巡逻行动。
1894年9月17日，北洋水师赴鸭绿江口的大东沟，掩护陆军登陆。北洋水师主力留驻于外场，部分吃水较浅的军舰则停泊在大东沟内的大东港，警戒转驳场。当天12:00稍过，鎮遠號一名瞭望水手发现不明煤烟。北洋各舰立即出动，以鳞次阵型离开登陆场，其中致远号序列第三，与右舷侧后方的经远号组成第二个分队。随后舰队展开为横列作战阵型，致远号、经远号小队位于定遠號、镇远号小队左翼，其中经远号依然位于致远号右舷侧后方。致远、经远小队左方预定则是济远号、广甲号组成的战斗小队，但因故未及时抵达阵位。交战之初，第一游击队对北洋舰队右翼较弱的超勇號、揚威號进行集中攻击，左翼压力较小。北洋舰队则以定远号、镇远号为首向日军本队冲击，左翼的致远号、经远号，以及右翼的靖远号、来远号一起，向本队旗舰松島进行炮击。13:10过后，联合舰队司令长官伊东佑亨海军中将下令本队将速度从8節（15每小時）提升到10節（19每小時）并左转掉头，准备使用左舷火炮交战而让右舷得到修整。然而本队序列第5的旧式铁甲舰比叡跟不上前4舰的速度而掉队，中间拉开了1000米的距离。定远等舰立即加速试图实施既定的“乱战”战术，其中致远、经远小队更直接脱离队伍突击。比叡冒险从定远号与经远号之间直接穿越，而本队序列第6的扶桑则加速左转，留在北洋舰队北洋舰队前面的只剩下航速较慢的炮舰赤城。致远、来远、廣甲各舰将赤城误认作运兵船，13:20逼近到800米内进行集中攻击，重创赤城。13:55赤城向南试图躲避，致远、来远、经远、广甲4舰进行了追击。15:30定远号受到命中，燃起大火，多门火炮无法射击。致远号越过定远号左侧，挡在旗舰前面。致远号防护薄弱，在第一游击队4舰集中射击下舷侧多处遭到击穿，其中水线附近多处破损，大量积水，舰体出现30度右倾。此时邓世昌下令致远号加速向一艘敌舰（有说法认为是第一游击队旗舰吉野，这种说法最早来自于1895年的一份德国杂志，权威性不高。现在史学界一般认为冲击的是本队旗舰松島或炮舰赤城）发动冲击。日军以各种重炮及机关炮迎击。在即将逼近时，致远号中部发生爆炸，舰艏首先下沉，螺旋桨也露出了水面，不到十分钟即完全沉没。管带邓世昌多次拒绝了救援，并与其爱犬“太阳”同沉。全舰官兵252人仅7人获救，包括邓世昌在内绝大部分乘员战死。

### 争议
邓世昌命令致远号向吉野突击时，一般认为他当时是打算向吉野号发动撞击。海军史专家陈悦认为，军舰进行撞击通常都是两败俱伤的行为，尤其忌讳高速撞击，这会导致撞击者自身也受到严重损伤。但是致远号弹药容量较小，而火炮因射速较高弹药消耗速度比较快，在发动冲击时已经经过长时间的战斗，主、副炮弹药均即将用尽，撞击的确可能是最后的攻击手段。战前有不少北洋军舰为了防止鱼雷殉爆而抛掷鱼雷，但致远号并没有照做。因此致远号很有可能其实是想发起鱼雷攻击。
致远号因弹药耗尽发起冲锋的说法仅来自于《东方兵事纪略》，属于孤证。现代的考古发现致远号残骸上仍存有大量各种弹药。
关于致远号沉没的原因，一直以来人们大多认为是致远号中途受到了吉野的鱼雷攻击。但也有作者如赖特认为，日军1发10英寸炮弹命中致远号的鱼雷发射管引发了爆炸，才使得致远号沉没。陈悦也对鱼雷命中说提出质疑，认为日本舰队交战中一直在刻意拉开距离，而且战前日方各舰为防止鱼雷殉爆而主动抛弃鱼雷，并未有进行鱼雷攻击的准备。他对致远号在冲击过程中遭到日舰射击引发鱼雷殉爆而沉没的解释表示认同；同时也提出了另一种可能，即致远号舰体大量进水，海水淹没锅炉舱，导致锅炉舱发生爆炸。

## 影响

### 宣传和纪念
黄海海战时，洋员马吉芬正在镇远号上服役。他在黄海海战后的回忆中提到，关于致远号沉没，人们流传着各种各样的故事；但其中一件事，是所有幸存者的叙述都没什么出入的，那就是致远号管带邓世昌和他的狗“太阳”的故事。按照马吉芬的叙述，致远号沉没时，邓世昌正抓着一块碎片。这时“太阳”游了过来，试图救起邓世昌；邓世昌于是放开那块碎片，但此时他已经无法游泳，最终和“太阳”一同沉入水中。而中国方面则大多认为，是邓世昌主动拒绝救援，而选择自沉。
邓世昌在海战中指挥致远号向日军舰队突击的举措，以及在致远号沉没后拒绝救援而与舰同沉的行为，使其得到多方赞誉和纪念，尤以在中华人民共和国成立后为甚。中国的学校课本里对邓世昌和致远号最后阶段的事迹进行了大力的宣传。在中国拍摄的多部关于北洋水师以及甲午海战的影视剧中，都会出现邓世昌及致远号向吉野号撞击的情节。在2003年的电视连续剧《走向共和》中，将邓世昌塑造成为一名严厉但受人爱戴的将领，深得致远号舰上官兵的信赖。
1986年9月，威海市设立了一座邓世昌与其爱犬“太阳”的铜像。
2014年，中国方面由民间筹资3700万元人民币在丹东港，按致远号原尺寸建造了一艘复制船。该复制舰作为博物馆使用，用以展出致远号、北洋舰队以及甲午战争等文物以及纪录。

### 打捞致远号

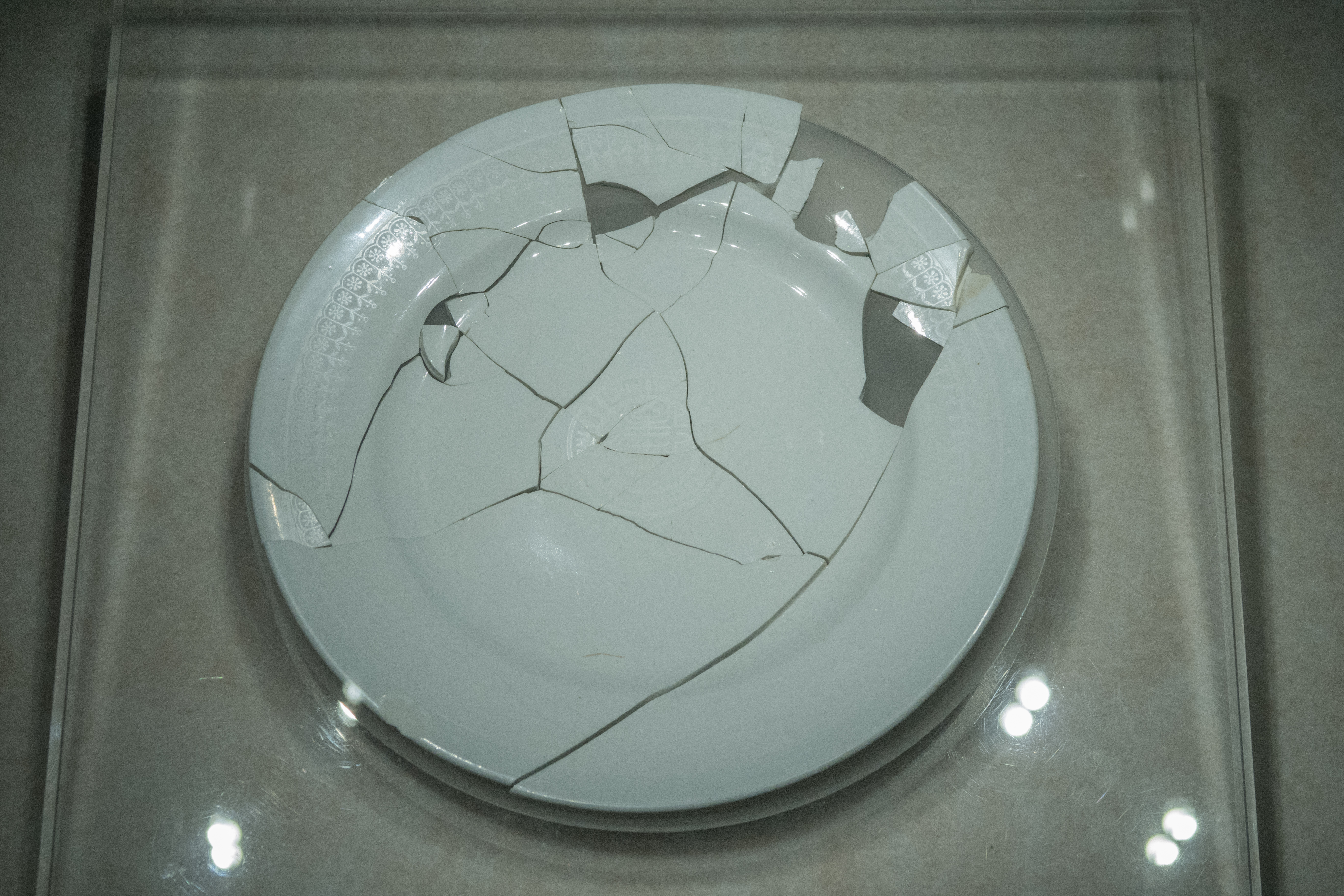
2015年水下考古发现的带有致远舰舰徽的瓷盘

从1997年开始，就有人打算打捞致远号。2014年初丹东港务部门在鸭绿江口进行航道疏浚时，捞起了一块军舰舰体的碎片，经鉴定应该属于某一艘北洋水师军舰。2013年，搜索队在丹东港附近发现了一艘军舰残骸，随后有关方面将该沉船命名为“丹东一号”。经过两年的调查后，有关方面终于确认该沉船就是致远号。进一步的探索确认该沉船鸭绿江口以南59公里处。水下搜索队打捞出水了100多件物品，包括武器、船体部件和乘员日用品。其中最重要的一件证物是一个打碎了的盘子，上面印有“致远”二字，最终帮助人们确认这艘沉船的身份。此外在打捞的过程中，人们还打捞出了7具乘员的遗体。
陈悦表示，打捞出日常用品对于进一步研究甲午战争有着很重要的意义。
最初有关方面打算将残骸打捞出水，但因为担心引起结构坍塌，中止了该计划。但人们依然没有彻底放弃打捞残骸的想法。丹东市希望为致远号建造一座博物馆，预计打捞上来的物品将会陈列在这座博物馆里。